# Энтони, Альфред Вебстер
Альфред Уэбстер Энтони (англ. Alfred Anthony Webster, 25 декабря 1865, округ Кейюга, штат Нью-Йорк — 14 мая 1939, Сан-Диего) — американский коллекционер и орнитолог, отец Г. Э. Энтони.

## Биография
Его основным интересом были птицы. Был президентом Одюбоновского общества (американская некоммерческая экологическая организация) в Портленде в 1904 году. Он собирал птиц в течение многих лет в Чуалатин Валли (пригород Портленда, штат Орегон), его образцы хранятся в наше время в Музее Карнеги в Питтсбурге, штат Пенсильвания. Также собирал млекопитающих, и эта коллекция находится в Американском музее естественной истории и в Музей естественной истории в Сан-Диего. Его коллекции также включали рептилий, беспозвоночных, растения и минералы.

## Память
В его честь описаны золотошапочный цветоед (Dicaeum anthonyi) и мексиканский крот (Scapanus anthonyi).

## Публикации
- Field Notes on the Birds of Washington County, Oregon. (1886)